# Kristofer Zetterstrand

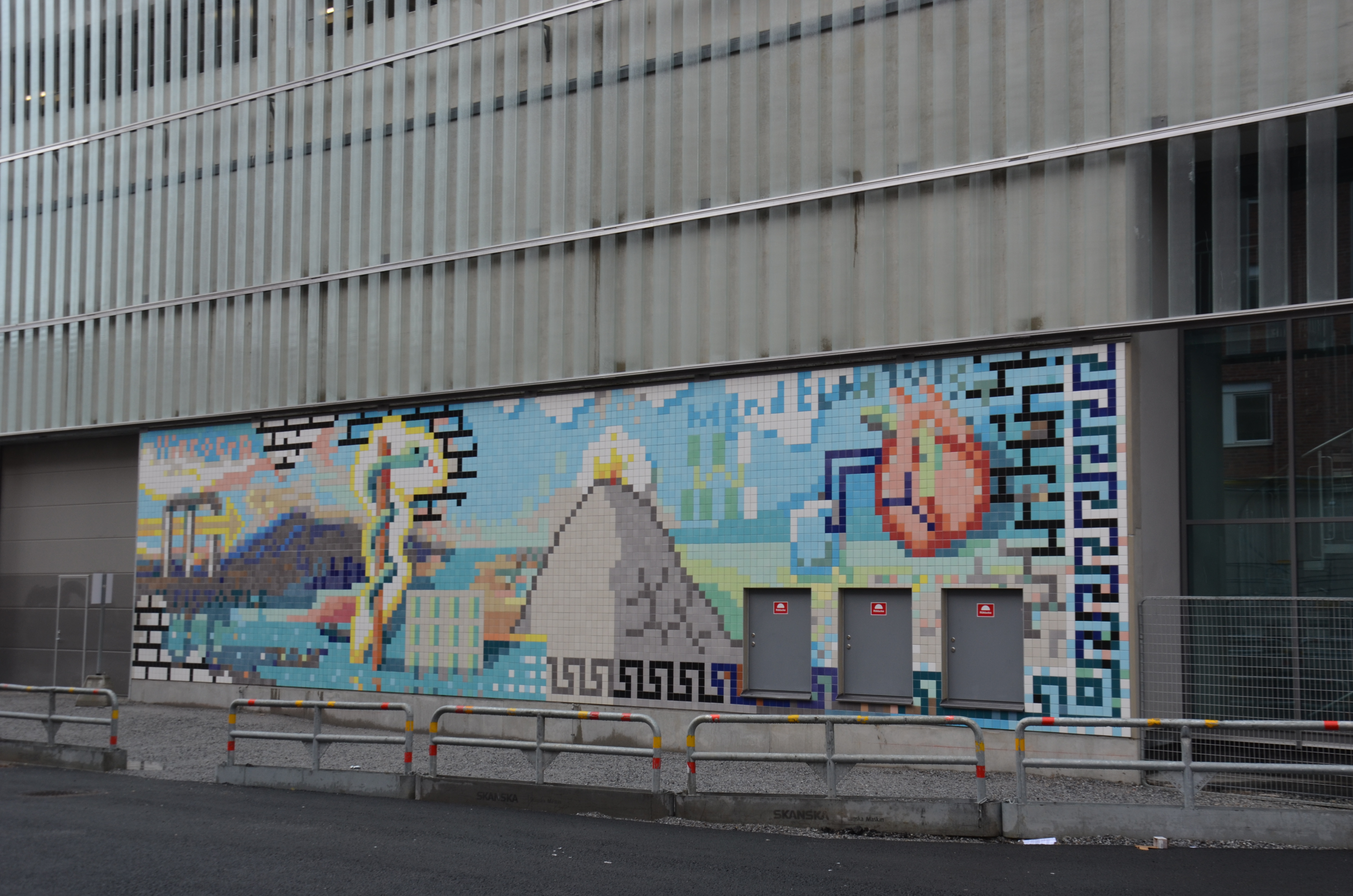
Ager Medicinae i Solna.

Erik David Kristofer Zetterstrand, född 27 september 1973 i Stockholm, är en svensk målare.

## Biografi
Kristofer Zetterstrand utbildade sig vid Konstskolan Basis i Stockholm 1992-1994, Gerlesborgsskolan i Stockholm 1994-1996, Kungliga Konsthögskolan i Stockholm 1996-2001 med utbytesstudier vid Faculdad de Bellas Artes vid Universidad Complutense de Madrid i Spanien 1999.
Zetterstrand bor och arbetar i Stockholm, och var mellan 2002 och 2014 verksam som lärare på Gerlesborgsskolan. Hans första separatutställning på ALP Galleri Peter Bergman år 2002 byggde på bilder från datorspelet Counter-Strike. Han arbetar i en klassisk måleritradition, men hans verk kännetecknas ofta av influenser från både konsthistorien och modern datorgrafik. En del av hans konstverk finns i datorspelet Minecraft.
Han tilldelades Marianne & Sigvard Bernadottes Konstpris för 2012. Zetterstrand är representerad vid bland annat Göteborgs konstmuseum.
En målning av Zetterstrand fick 2019 uppmärksamhet på sociala medier. Tekniska museet i Stockholm började i samband med detta snabbt planera en utställning på temat "lyfta nätkärleken".

## Offentliga verk i urval
- Ager Medicinae (Fältet Medicin), mosaik, 2013, på fasaden till parkeringsgarage vid Thorax-kliniken på Karolinska Universitetssjukhuset i Solna

## Konstverk

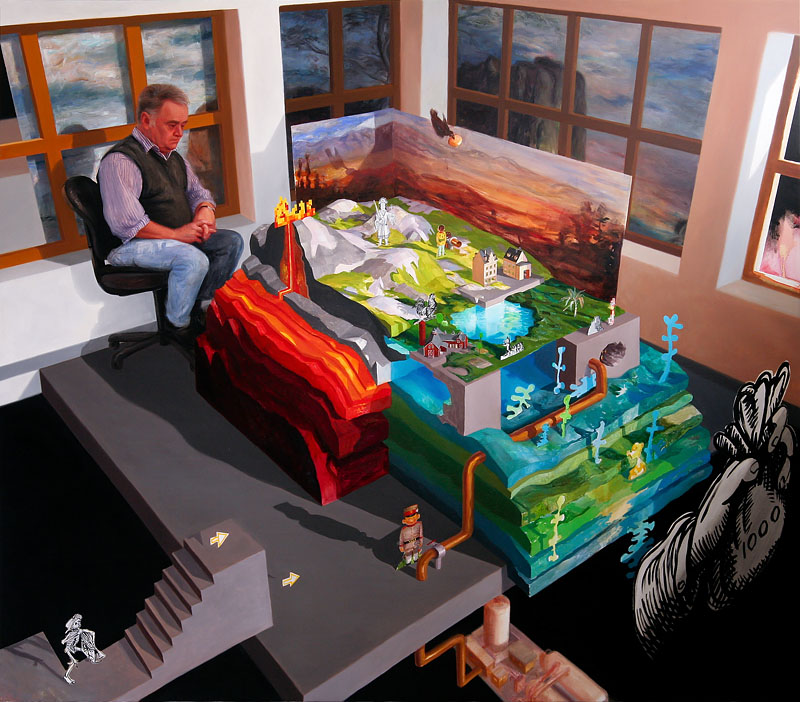
The game, 2009.
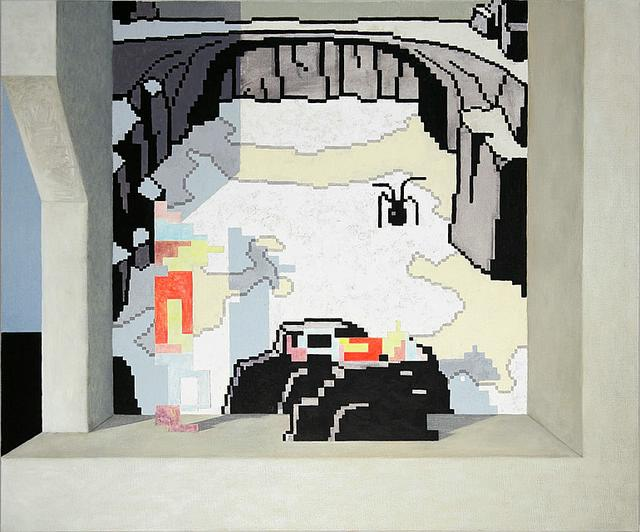
The stage is set, 2006.
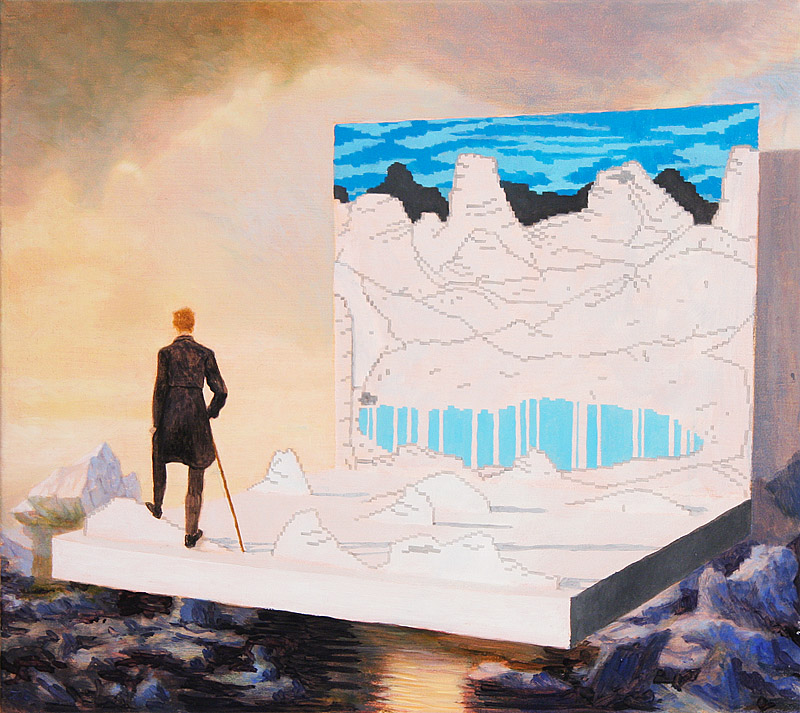
Wanderer, 2008.
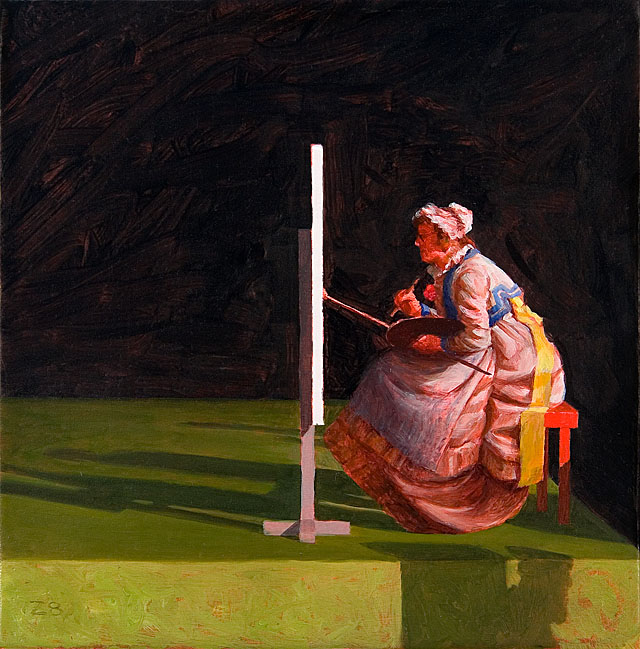
The master, 2008.
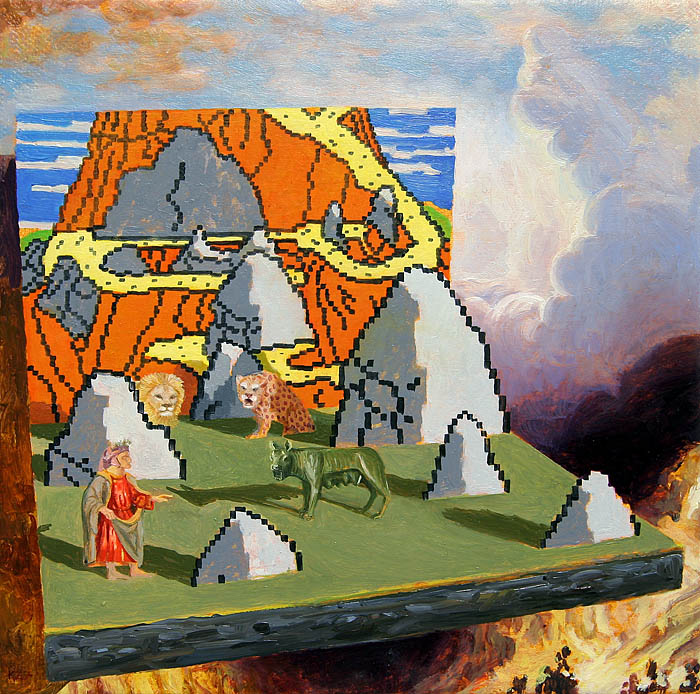
Dante and the three beasts, 2007.
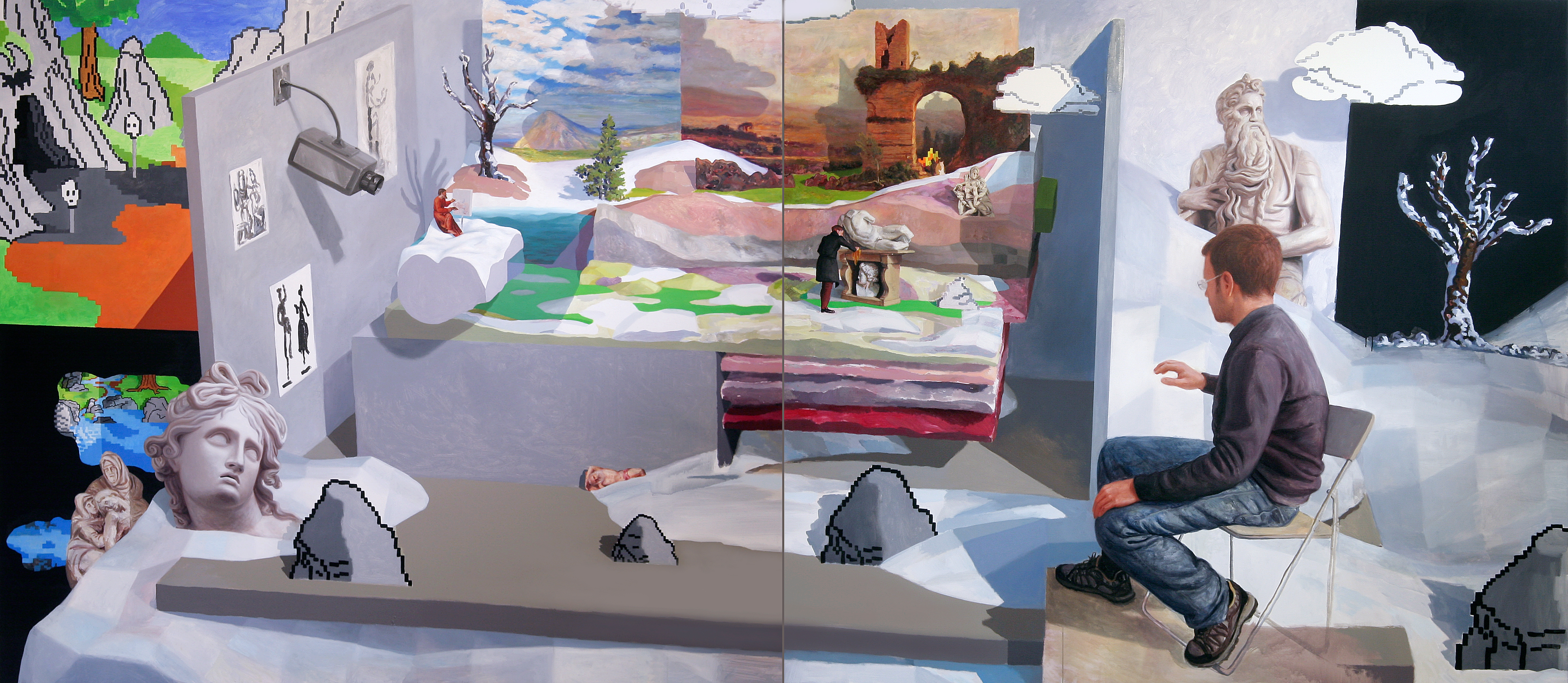
Thawing, 2008.
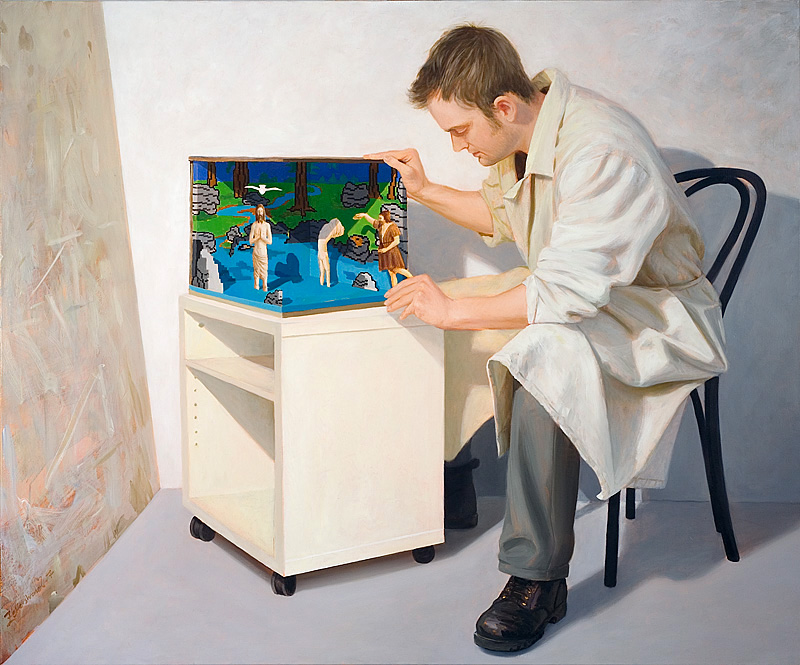
Artist and still life, 2007.
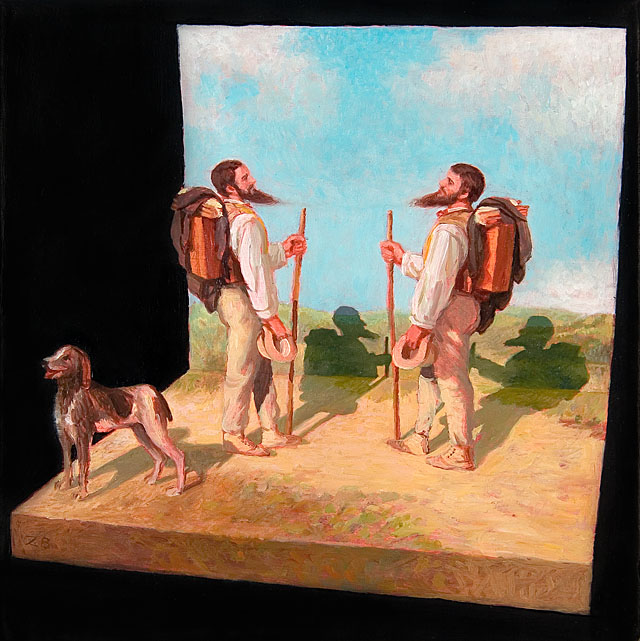
Bonjour Monsieur Courbet, 2008.
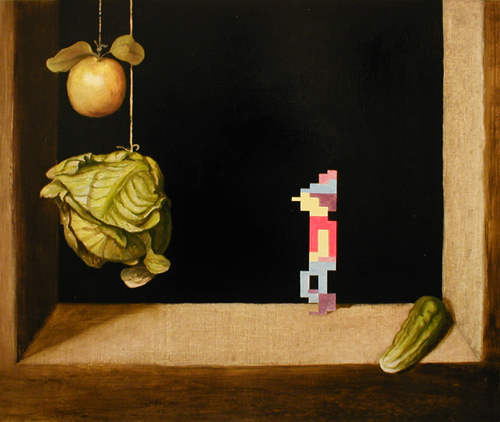
Graham, 2003.